# Dąbrówka (powiat gostyniński)
Dąbrówka – wieś sołecka w Polsce położona w województwie mazowieckim, w powiecie gostynińskim, w gminie Gostynin.
W latach 1975–1998 miejscowość należała administracyjnie do województwa płockiego.
Urodził się tu Wacław Józef Malanowski (ur. 3 lub 6 czerwca 1873, zm. 28 lub 31 października 1970 w Poznaniu) – działacz społeczny i niepodległościowy, w II Rzeczypospolitej starosta i notariusz.